# Tre söner gick till flyget
Tre söner gick till flyget är en svensk dramafilm om tre bröder som alla är flygare. Den hade premiär den 3 mars 1945 på biografen Astoria i Stockholm.

## Handling
I huvudrollerna ser vi de tre bröderna Hallman som alla blev piloter i Flygvapnet. Den äldste brodern Per är flyglärare på F 5 Ljungbyhed samtidigt som den yngste brodern Olle är aspirant där. Under en övning roar sig Per med busflygning i en Sk 15 tätt intill ett tåg. Plötsligt upptäcker han att ett ras vid sidan om banvallen en bit längre fram medfört att en stenbumling lagt sig på spåret. Han lågflyger nu intensivare för att påkalla tågpersonalens uppmärksamhet. En flicka ombord på tåget ser hans flygningar och förstår att något är fel och drar i nödbromsen. Efter en utredning av disciplinbrottet med busflygningen tvingas Per att ta avsked trots att hans flygning räddat tåget. Efter avskedet från Flygvapnet tar Per anställning som provflygare på B 17 och B 18 vid SAAB. Där stöter han samman med Britta, flickan från tåget. En dag då Per är uppe i en mycket riskabel provflygning märker Britta att han inte är henne likgiltig. Då han landar välbehållen, rusar hon emot honom. Inom kort är de förlovade. Medan Per och Britta är hemma hos Pers föräldrar kommer ett meddelande om att Åke har försvunnit under en navigeringsflygning. Hela flottiljen söker honom, och även Per och Olle ger sig hastigt av hemifrån för att delta i efterspaningarna.

## Om filmen
Filmen spelades in i samarbete med Flygvapnet på F 7 Såtenäs, F 5 Ljungbyhed, F 8 Barkarby och F 3 Malmslätt samt på SAAB i Linköping. Alla flygbilder är autentiska och alla flygplansinteriörer är filmade i riktiga flygplan. Skådespelaren Ingvar Kjellson gjorde sin filmdebut i en mindre roll. Filmen var barntillåten.
Tre söner gick till flyget har visats i SVT, bland annat 2013, 2016 och i mars 2019.

## Rollista i urval
- Håkan Westergren – Harald Hallman, ingenjör
- Margit Manstad – Anna Hallman, hans hustru
- George Fant – Per Hallman, deras äldste son, fänrik, senare provflygare för SAAB
- Göran Gentele – Åke Hallman, Pers yngre bror, flygare
- Stig Olin – Olle Hallman, Pers yngste bror, flygaspirant
- Britta Holmberg – Britta Bremer, Pers fästmö, sekreterare på SAAB
- Bengt Ekerot – Erik, flygaspirant
- Björn Berglund – kapten Engsell, divisionschef i Såtenäs
- Tord Stål – flottiljchef i Ljungbyhed
- Lillebil Kjellén – Åkes flickbekant
- Sven Bertil Norberg – Olsson, ingenjör på SAAB
- Ragnar Falck – Johansson, pressfotograf
- John Elfström – flottiljchefen i Såtenäs
- Gustaf Wallenius – den skadade engelske flygaren
- Ingvar Kjellson – pianospelande ung man på partyt
- Povel Ramel – pianisten på dansrestaurangen

## Musik i filmen
- Sjungom studentens lyckliga dag, kompositör Prins Gustaf, text Herman Sätherberg, instrumental
- Jitter Boogie, kompositör Charlie Norman, instrumental, dansare Carl-Einar Gregmar och Harrine Cederholm